# 2e Bureau central du Parti communiste chinois

Le 2e Bureau central du Parti communiste chinois (en chinois : 中共第二中央執行委員會) est le bureau politique élu par le 2e congrès national du Parti communiste chinois réuni à Shanghai en 1922. Il est chargé de la mise en œuvre du programme du Parti défini dans une déclaration définie au cours du congrès national. Chen Duxiu est le président du Comité central du Parti.

## Membres
- Chen Duxiu (président)
- Zhang Guotao
- Cai Hesen
- Gao Junyu (en)
- Deng Zhongxia (en)